# 심재훈
심재훈(2006년 3월 3일 ~ )은 KBO 리그 삼성 라이온즈의 내야수이다.

## 삼성 라이온즈시절
2025년에 입단하였다. 2025년 4월 17일 LG 트윈스와의 경기에 출전하며 데뷔 첫 경기를 치렀고, 경기에서 2타수 1안타 2득점 3사사구를 기록했다.

## 출신 학교
- 경기삼일초등학교
- 평촌중학교
- 유신고등학교